# Ariadna (opera Claudia Monteverdiego)
Ariadna (L’Arianna), SV 291 – niezachowana druga opera włoskiego kompozytora barokowego, Claudia Monteverdiego.

## Historia utworu
Dzieło powstało na przełomie 1607 i 1608 roku na zamówienie władcy Mantui Vinzenza Gonzagi jako mające uświetnić ślub jego syna, Francesca, z Margheritą di Savoia, który miał odbyć się w styczniu. Zatrudnił on Monteverdiego oraz Ottavia Rinucciniego (librecistę), polecając, aby skończyli operę jak najszybciej. Udało im się to – mimo wielkich wysiłków – dopiero w styczniu, w związku z czym ślub musiano przesunąć. Prapremiera odbyła się 28 maja 1608 roku. Z utworu zachował się tylko fragment lamentu Ariadny.

## Osoby
Mimo że opera w całości nie jest znana, wiadomo, jakie postaci występowały w sztuce, a częściowo znane są nazwiska wykonawców i to, jakimi głosami śpiewali.
| Imię (włoski) | Imię (polski) | Wykonawca                                      | Głos                    |
| --- | ------------- | ---------------------------------------------- | ----------------------- |
| Apollo | Apollo        | Francesco Rasi                                 | Tenor                   |
| Venere | Wenus         | Nieznany                                       | Sopran (prawdopodobnie) |
| Amore | Kupidyn       | Nieznany                                       | Sopran (prawdopodobnie) |
| Teseo | Tezeusz       | Antonio Brandi, «Il Brandino» (prawdopodobnie) | Alt                     |
| Arianna | Ariadna       | Virginia Ramponi-Andreini, «La Florinda»       | Sopran                  |
| Consigliero | Doradca       | Francesco Campagnolo (prawdopodobnie)          | Tenor                   |
| Messaggero, Tirsi | Posłaniec     | Santi Orlandi (prawdopodobnie)                 | Tenor                   |
| Dorilla | Dorilla       | Sabina Rossi (prawdopodobnie)                  | Sopran                  |
| Nuntio I | Poseł I       | Francesco Campagnolo (prawdopodobnie)          | Tenor                   |
| Nuntio II | Poseł II      | Nieznany                                       | Nieznany                |
| Giove | Jupiter       | Bassano Casola (prawdopodobnie)                | Tenor                   |
| Bacco | Bachus        | Francesco Rasi                                 | Tenor                   |
| Coro di soldati di Teseo, Coro di pescatori, Coro di soldati di Bacco – chór żołnierzy Tezeusza, chór rybaków, chór żołnierzy Bachusa |               |                                                |                         |